# گمینا زاگوروو
گمینا زاگوروو (به لهستانی:  Gmina Zagórów) یک گمینا در لهستان است که در شهرستان سووپتسا واقع شده‌است. گمینا زاگوروو ۱۵۹٫۵۹ کیلومتر مربع مساحت و ۹٬۰۷۳ نفر جمعیت دارد.